# Sternodea miki
Sternodea miki is een keversoort uit de familie harige schimmelkevers (Cryptophagidae). De wetenschappelijke naam van de soort werd in 1888 gepubliceerd door Edmund Reitter.